# Spuren des Bösen: Das Verhör
Das Verhör (Ursprünglicher Titel Spuren des Bösen) ist ein deutsch-österreichischer Fernsehfilm aus dem Jahr 2010 und die erste Folge der Krimireihe Spuren des Bösen mit Heino Ferch in der Hauptrolle. Regie führte Andreas Prochaska. Das Drehbuch schrieb Martin Ambrosch. Die Uraufführung fand am 5. Oktober 2010 auf dem Filmfest Hamburg statt.

## Handlung
Maria Kemminger will ihre Schwester besuchen und findet diese brutal ermordet vor. Da der Mörder noch in der Wohnung ist, gerät auch Kemminger in Lebensgefahr und nur ihre Hilfeschreie retten ihr das Leben. Traumatisiert von diesem Erlebnis ist sie nicht in der Lage eine Aussage zu machen und den Täter zu beschreiben. Stefan Merz von der Wiener Polizei bittet daher den Psychologen Dr. Richard Brock um Hilfe. Er hat Merz schon einige Male als Verhörspezialist zur Seite gestanden. Zur bisherigen Recherche erfährt Brock, dass Maria Kemminger nicht das Gesicht des mutmaßlichen Täters gesehen hatte und dass dieser nackt durch die Wohnung gelaufen sei. Des Weiteren fand sich auf dem Konto des Opfers ein immens hoher Betrag von fast 75 Millionen Euro. Aus diesem Grund stand das Opfer schon seit längerem unter Beobachtung der Wirtschaftspolizei. Nach deren Erkenntnis handelt es sich um Gelder der Firma, bei der das Opfer angestellt war. Dieser multinationale Baukonzern sollte sich in Kürze vor Gericht wegen Korruption verantworten und Kemminger war als wichtige Zeugin geladen. Bei einer Schuldsprechung könnte dies tausende Arbeitsplätze kosten, was weitreichende politische Konsequenzen hätte. Eine mögliche erste Auswirkung könnte die Tatsache sein, dass das Opfer kurz vor seiner Ermordung um Polizeischutz gebeten hatte, was von der zuständigen Stelle nicht befürwortet wurde – obwohl die Frau in Kürze in einem Prozess als Kronzeugin aussagen sollte.
Brock beginnt mit der Zeugin zu arbeiten. Er bringt sie dazu, sich ganz kurz an das Geschehene zu erinnern und erfährt, dass der Mann am Bauch eine Narbe gehabt hätte. Für den ersten Tag genügt ihm das und er beendet die „Sitzung“. Nach Brocks Rekonstruktion des Tatablaufs hatte der Täter sich das Blut im Bad abwaschen wollen und sich deshalb nackt ausgezogen. Mit dem Erscheinen der Schwester seines Opfers hatte er nicht gerechnet. Zudem dürfte das Opfer den Mörder gekannt und freiwillig in die Wohnung gelassen haben. In Verdacht gerät daher Michael Sand, der Vorstandsvorsitzende der betroffenen AG, den Mord an der eigenen Angestellten begangen oder in Auftrag gegeben zu haben. Brock sagt ihm dies auf den Kopf zu, um ihn aus der Reserve zu locken. Das Resultat ist jedoch gravierender als erwartet, denn Kemmingers direkter Vorgesetzter Ratzer wird am nächsten Tag tot aufgefunden. Für die Ermittler steht fest, dass der Mann in den Tod gestürzt wurde und es kein Suizid war – als angebliches Schuldeingeständnis Ratzers. Er trägt nämlich keine Narbe am Bauch.
Zeugin Maria Kemminger wurde sofort nach ihrer ersten Befragung an einen geheimen Ort gebracht, um sie zu schützen. Zu ihrer Bewachung eingeteilt ist Brocks Tochter Petra, die seit kurzem bei der Polizei arbeitet. Dementsprechend ist der Psychiater extrem besorgt, und dies erweist sich als berechtigt, denn schon bald erfolgt ein Anschlag auf Maria Kemminger, den diese nicht überlebt. Drei weitere Polizisten werden dabei getötet und Petra Brock lebensgefährlich verletzt. Brock ist damit zutiefst in den Fall verstrickt und an der Aufklärung interessiert. Für ihn stellt sich als erstes die Frage, wer den Aufenthaltsort der Zeugin verraten haben könnte. Vermutlich wurde ihr Handy abgehört, was sich nach einem Test auch beweisen lässt. Allerdings verfügen nur die Polizei und der Geheimdienst über eine solche Technik. Für Brock steht zweifelsfrei fest, dass Michael Sand der Drahtzieher des Ganzen ist, und er geht in die Offensive. Er droht seinem Kontrahenten nicht nur, sondern will ihn zum Verhör ins Präsidium der Polizei laden. Er kann ihm beweisen, dass die „Sand AG“ diverse Zahlungen in Millionenhöhe an die Sekretärin Kemminger getätigt hatte. Eindeutig hatte Sand diese Zahlungsanweisung persönlich abgezeichnet. Bevor Sand eintrifft, meldet sich Stefan Merz bei Brock, um sich angeblich über den aktuellen Stand seiner Ermittlungen zu erkundigen und welche Vorgehensweise er bei Sand anwenden wolle. Da Brock aber mit niemandem über sein Telefonat mit Sand gesprochen hatte, konnte nur derjenige von der Vorladung wissen, der ihr Gespräch abgehört hat. Daher ist sich Brock sicher, dass Merz der Verräter ist. Diesen wiegt er noch eine Weile in Sicherheit, bis er ihm die Indizienkette gegen ihn präsentiert. Dabei stellt sich heraus, dass er nicht von Sand zum Mord angestiftet wurde, sondern dies zur Vertuschung seiner Verbindungen mit der Firma Sand AG in eigener Verantwortung getan hatte, als die Angelegenheit aus dem Ruder lief. Für Sand sollte er nur die belastenden Unterlagen aus Kemmingers Wohnung holen. So überführt, will sich Merz erschießen, bringt dies aber am Ende nicht fertig.

„Alles was man vergessen will, schreit im Traum um Hilfe.“

## Hintergrund
Gedreht wurde Das Verhör, als Auftaktfilm der Krimireihe Spuren des Bösen vom 22. März bis zum 23. April 2010 in Wien und Umgebung. Die deutsche Fernsehpremiere erfolgte am 10. Januar 2012 im ZDF. Der ursprüngliche Titel lautet ebenso wie der Name der Krimireihe und wurde später zur besseren Unterscheidung für die DVD und dann auch für die 3sat-Ausstrahlung mit dem Zusatz Das Verhör versehen.

## Rezeption

### Einschaltquote
Die Erstausstrahlung von Das Verhör am 10. Januar 2012 im ZDF erreichte 5,40 Millionen Zuschauer und einen Marktanteil von 16,2 Prozent.

### Kritiken
Bei der Frankfurter Allgemeinen Zeitung schrieb Michael Hanfeld: „Wie es sich für einen Thriller geziemt, herrscht in ‚Spuren des Bösen‘ von Beginn an - und ohne dass die Spannung je nachließe - eine Atmosphäre der konstanten Bedrohung. Das Buch von Martin Ambrosch sorgt dafür, dass bis nahe zum Schluss offenbleibt, wer für schließlich sechs Morde verantwortlich ist und auch Brock ans Leder will. Die Regie von Andreas Prochaska treibt die Schauspieler zu außergewöhnlich dichtem Spiel - Heino Ferch als Brock; Nina Proll als dessen ganz und gar nicht von ihm begeisterte Kollegin Vera Angerer; Erwin Steinhauer als jovial erscheinender Abteilungsleiter aus dem Innenministerium.“
Rainer Tittelbach von Tittelbach.tv schrieb anerkennend: „Der Kriminalpsychologe Richard Brock ist ein Suchender, ein Zweifelnder, mitunter ein Verzweifelter – und er ist einer Wiener Mordserie auf der Spur. ‚Spuren des Bösen‘ ist ein klassischer (Psycho-)Krimi – klar die Zeichnung der Figuren, schnörkellos der Plot, archetypisch die Spannungssituationen. Ausnahme-Genrefilmer Andreas Prochaska versöhnt Handlung & Psychologie, Sinn & Wirkung, Kopf & Bauch. Heino Ferch mal wieder richtig stark. Außergewöhnlich auch David Slamas Kamera. Drei ‚Romys‘ für den Film!“
Die Kritiker der Fernsehzeitschrift TV Spielfilm vergaben für die „kluge Mörderjagd“ die beste Wertung, den Daumen nach oben.